# Volvo Olofströmsverken
Volvo Olofströmsverken, tidigare Svenska Stålpressnings AB och Olofströms bruk, är Volvo Cars produktionsanläggning för karosseridelar (dörrar, huvar, bakluckor med mera) i Olofström. Volvo benämner fabriken Volvo Cars Body Components. 

## Historik
Olofström har vuxit upp kring Petrefors bruk, ett järnbruk som anlades 1735. Det dåligt lönsamma bruket övertogs av Olof Ohlsson, som lät uppkalla det efter sig själv och 1763 lät anlägga ett manufakturverk här. 1811 köptes bruket av Carl von Dannfelt som samtidigt blev ägare till Lilla Holje herrgård som han lät utvidga till en storartad herrgård. 
År 1884 togs verksamheten över av ett konsortium där bland annat Gustaf de Laval och John Bernström ingick.
Järnvägens ankomst 1901 innebar en expansion av verksamheten. 1928 började man tillverka rostfritt stål, och senare även karosser och karossdetaljer åt Volvo.
År 1969 köpte AB Volvo Svenska Stålpressnings AB, som då blev Volvo Olofströmsverken.